# ラブこみっ! めざせ! 冬コミ一年生!!
『ラブこみっ! めざせ! 冬コミ一年生!!』（ラブこみっ! めざせ! ふゆコミいちねんせい!!）は日暮茶坊による日本のライトノベル。イラストは若月さなが担当。2004年、ファミ通文庫（エンターブレイン）より発行。

## ストーリー
父親の転勤で沖縄へ引っ越してきた仁科つばさは、転校先の南風海（はえみ）学園で出会った弥坂綾と上城那奈にコミック研究会に誘われる。流されるままに活動したくないつばさは、自分たちで同人誌を制作することを提案し、大規模同人誌即売会『コミック・サンクチュアリ』に参加することを目指す。

## 登場人物
仁科 つばさ（にしな つばさ）
南風海学園高等部の1年生。父親の転勤で東京から転校してきた。大のマンガ好き。綾たちにコミック研究会に誘われ、自分たちで同人誌を制作してコミケに参加することを提案する。コミ研では同人誌の原作づくりや編集作業を担当している。
弥坂 綾（やさか あや）
南風海学園高等部の1年生。地元のイベントで活動するコスプレイヤー。実家は喫茶店。つばさをコミ研に誘った。
上城 那奈（かみしろ なな）
南風海学園高等部の1年生。父親が画家で、その影響で絵が上手のため、コミ研では主に作画を担当。
上江洲 十和季（うえず とわき）
つばさが沖縄に引っ越してきて、最初に出会った少年。つばさたちとは別の高校に通っている。同人作家で、「パールシェルター」というサークル名でイベントに参加している。
山入端 菜生（やまのは なお）
つばさたちの担任で、コミ研の顧問。南風海学園のOGで、みなととは学生時代の友人。
真崎 みなと（まさき みなと）
漫画専門店「リブレリーア」の店長。菜生とは学生時代の友人。
知仲 真優（ともなか まゆ）
南風海学園高等部の3年生。以前は同人サークルの作家で、出版社からもスカウトが来る実力の持ち主であったが、サークル内のメンバーとの関係がこじれたことが原因で自ら同人から遠ざかっていた。つばさたちからの協力の頼みも最初は断っていたがその熱意に負け、つばさたちにマンガ製作の指導をする。
速水 泰久（はやみ やすひさ）
知仲家の運転手。本職は出版社の編集者で、真優をスカウトするために自ら知仲家に押しかけた。
武島 高志（たけしま たかし）
人気サークル「赤の館」の同人作家。口の悪い少年。
平藤 一葉（ひらふじ かすは）
サークル「赤の館」のメンバー。

## 書誌情報
日暮茶坊、ファミ通文庫（エンターブレイン）
- ラブこみっ! めざせ! 冬コミ一年生!! 2004年3月初版 ISBN 9784757717916